# Adidas Brazuca
Adidas Brazuca är namnet på den officiella matchbollen för världsmästerskapet i fotboll 2014 som spelades i Brasilien. Bollen är tillverkad av Adidas som är ett partnerföretag till Fifa och officiell bolleverantör till mästerskapet sedan 1970.
Brazuca är ett begrepp i Brasilien som återspeglar landets synsätt till fotboll, och symboliserar känslor, stolthet och välvilja. Ordet brazuca är ett teleskopord av Brasil samt Bazuca, det portugisiska ordet för bazooka (raketgevär). Brazuca är även ett slangord för en person som härstammar från Brasilien. Detta var första gången Adidas tillät en publik omröstning om vad bollen skulle heta. Bossa Nova och Carnavalesca var även de starka favoriter men Brazuca fick mest röster.